# تیا (سیگله)

تیا شهری در شهرستان سیگله در استان بولکیمده در بورکینافاسوی غربی مرکزی است جمعیت آن ۹۲۷ نفر است.